# South Tidworth
South Tidworth lub South Tedworth – osada w Anglii, w Wiltshire, w dystrykcie (unitary authority) Wiltshire, w civil parish Tidworth. W 2001 roku civil parish liczyła 1679 mieszkańców. South Tidworth jest wspomniana w Domesday Book (1086) jako Todeorde.